# Boadilla del Camino
Boadilla del Camino es un municipio y localidad española de la provincia de Palencia, en la comunidad autónoma de Castilla y León. En él coinciden tres singularidades geográficas: la primera es la Tierra de Campos; Boadilla está en su límite oriental, con sus campos de cereal y sus suaves ondulaciones. La segunda es el Camino de Santiago; desde el siglo X, cuando la frontera cristiano-musulmana se estabilizó en el Duero, los peregrinos fueron abandonando los Caminos del Norte para dirigirse a Santiago por una ruta más llevadera: el camino francés. La tercera es el canal de Castilla; iniciada a finales del siglo XVIII, esta obra de la Ilustración rasga el paisaje.

## Historia
La primera cita histórica de Boadilla se halla en el Fuero de Melgar de Suso (Melgar de Fernamental - Burgos) que data del 6 de septiembre del año 950, tras ser repoblada, al parecer, por Fernán Armentález. Este conde se hallaba a las órdenes de Fernán González, el legendario conde que independizó Castilla del reino de León. Una de las primeras noticias curiosas de la localidad de que tenemos conocimiento es del siglo XII, cuando Gómez Ruiz de Manzanedo vendió a Gómez Díaz de Villageva todas las heredades que tenía en Boadilla del Camino y en Vega de Doña Olimpa. El periodo de mayor auge coincide con los siglos XV y XVI, en los que se erigieron el rollo, la iglesia actual y el hospital de peregrinos. A finales del siglo XV destaca la figura de Antonio de Rojas, natural de Boadilla, que fue obispo de Mallorca, Palencia y León; arzobispo de Granada, primer patriarca de Indias y presidente del Consejo Real durante el reinado de Carlos I. Otro personaje importante, ya en el siglo XVI, fue Nicolás de Bobadilla, que formó parte del núcleo fundacional de la Compañía de Jesús y que destacó por su defensa de las ideas de la Contrarreforma por tierras de Alemania e Italia. Las obras de construcción y puesta en servicio del Canal de Castilla significaron la apertura por un breve lapso de tiempo de una puerta al comercio.

### SigloXIX
Así se describe a Boadilla del Camino en la página 363 del tomo IV del Diccionario geográfico-estadístico-histórico de España y sus posesiones de Ultramar, obra impulsada por Pascual Madoz a mediados del siglo XIX:

BOADILLA DEL CAMINO

Villa con ayuntamiento en la provincia y diócesis de Palencia (6 leguas), partido judicial de Astudillo (1 1/2), audiencia territorial y capitanía general de Valladolid (14).
Situada en una llanura a orilla del canal de Castilla, cuya perspectiva es poco agradable y pintoresca; la combaten los vientos N y NO que hacen su clima frío y poco sano, siendo las enfermedades más comunes pulmonías y tercianas.
Consta de 140 casas de inferior fábrica, mal distribuidas; hay entre ellas una para el ayuntamiento en estado ruinoso; el mesón perteneciente a propios; un hospital que servía de asilo a los pobres transeúntes, el cual hoy está cerrado, sin embargo de conservar algunas rentas; escuela de primeras letras dotada con 8 cargas de trigo anuales, y la renta de 8 obradas de tierra satisfechas por los padres de los 50 alumnos de ambos sexos que a la misma concurren; un paseo hacia el canal bastante ameno de 1/2 cuarto de legua, y una fuente dentro de la población de excelentes y delicadas aguas.
La iglesia parroquial con el título de Santa María, es un pequeño edificio de regular fábrica; el curato es de primer ascenso y está servida por un teniente, 3 beneficiados, sacristán y organista; hay una ermita que antes también fue iglesia parroquial bajo la advocación de Santiago Apóstol, sostenida únicamente por la piedad de los fieles; inmediato a la iglesia de Santa María existe un hermoso rollo de piedra de 25 pies de altura con diferentes molduras, donde se exponía a los criminales atados a una argolla de hierro antes de remitirlos al antiguo corregimiento de Castrojeriz, de quien dependía esta villa.
El término confina por N Requena de Campos; E Melgar de Yuso; S Santoyo, y O Frómista, distante todo 1/2 legua.
El terreno es de secano, ligero y árido, en lo general poco productivo; le riega el canal de Castilla y un pequeño arroyo que se forma de las 2 fuentes que hay fuera del término, el cual va recorriendo sus tierras y las de Santoyo, yendo a desaguar al Ucieza en el campo de Piña.
Los caminos son carreteros en muy mal estado; pasaba por la villa el antiguo dicho de los Peregrinos. La correspondencia la recibe de la administración de Palencia por medio de un peatón que sale los martes y viernes para volver en el mismo día.
Producciones: trigo, cebada, centeno, legumbres y vino; ganado lanar y mular; caza de perdices, liebres y algunos conejos, y pesca de barbos, anguilas y tencas en el canal, sobre el que se halla una fábrica de harinas de poca consideración, por carecer su dueño de los fondos necesarios; el comercio consiste en la exportación de granos e importación de aceite, jabón y otros muchos géneros de que carece.
Población: 109 vecinos, 567 almas.

Capital productivo: 1.747.860 reales. Imponible: 91.276.

## Geografía humana

### Demografía
Cuenta con una población de 114 habitantes (INE 2024).
| Gráfica de evolución demográfica de Boadilla del Camino entre 1842 y 2021                                             |
| |
| Población de derecho según los censos de población del INE. Población de hecho según los censos de población del INE. |

### Economía
Boadilla vive principalmente de la agricultura. De las 2800 hectáreas con las que cuenta el pueblo dedicadas a la agricultura, 1900 son cerealistas y 850 son de cultivos de regadío. Con respecto a la ganadería, actualmente en Boadilla existen unos 3100 animales, de los cuales 300 corresponden a ganado bovino y 2800 a ganado ovino.En los últimos años ha cobrado importancia el Camino de Santiago, tanto al producirse una mayor afluencia de peregrinos como al abrir el albergue privado con el que cuenta Boadilla, que está abierto prácticamente todo el año.

## Patrimonio
Rollo gótico

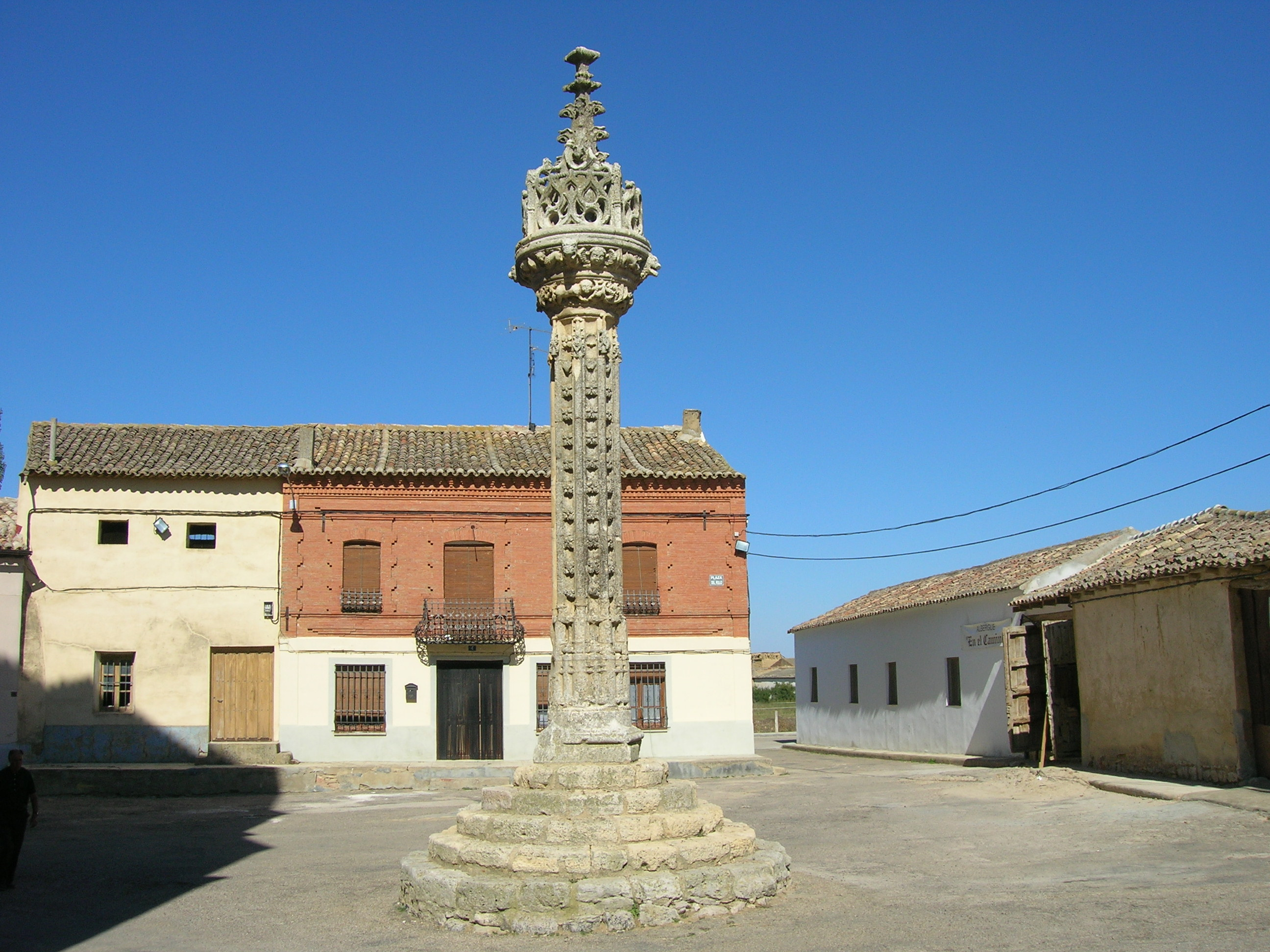
Rollo

El rollo gótico que se encuentra en Boadilla data del siglo XV; está profusamente decorado tanto con motivos animales como con motivos jacobeos y pequeños ángeles. Este monumento fue erigido como símbolo de la autonomía que otorgó Enrique IV a Boadilla del Camino, por la que dejaba de estar sometida a los derechos de jurisdicción de los señores de Melgar de Fernamental, antes conocida como Melgar de Suso, y Castrojeriz. Fue declarado Bien de Interés Cultural con fecha 18/02/1960.

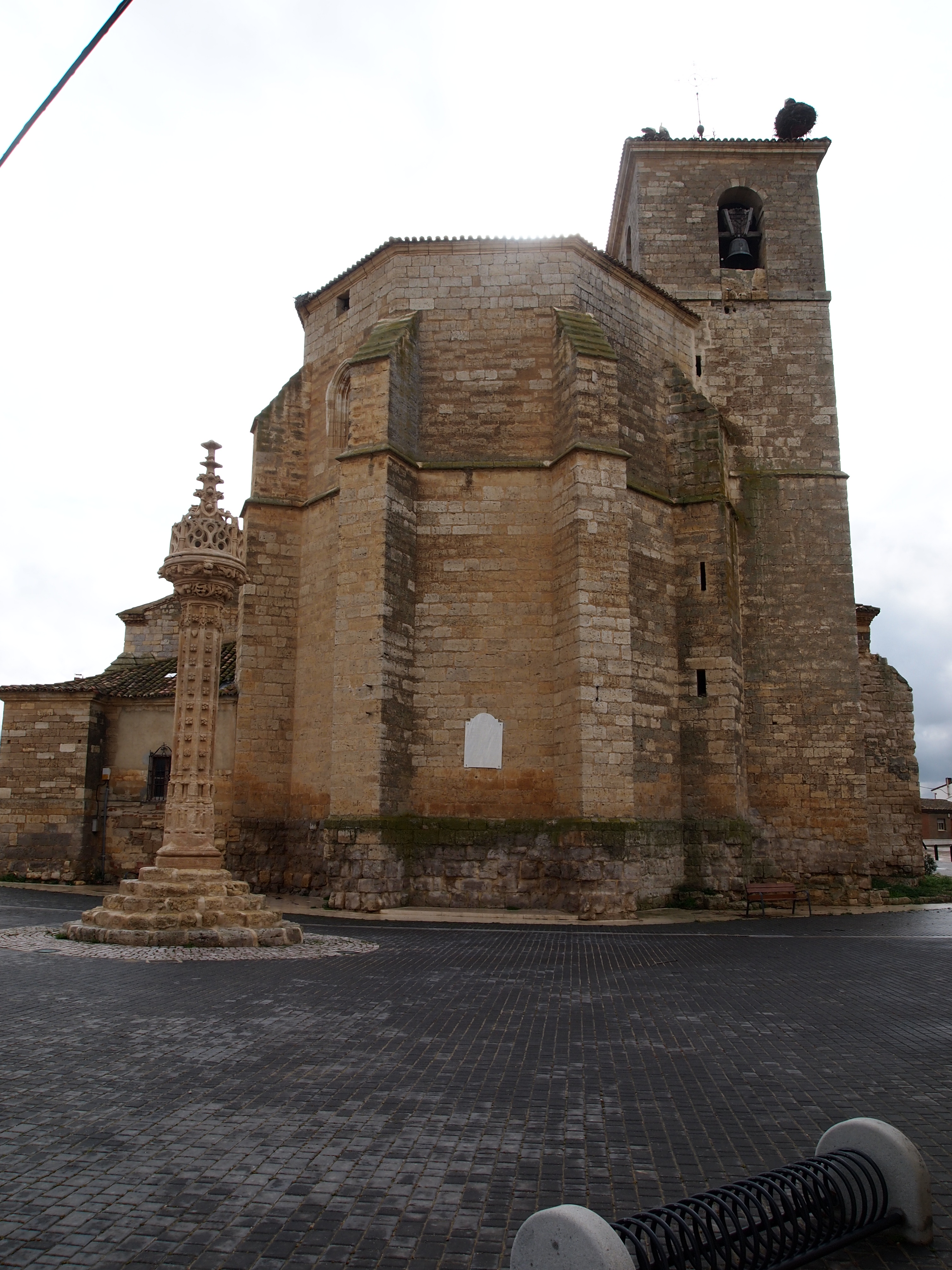
Iglesia de Santa María de la Asunción
La iglesia de Santa María de la Asunción data del siglo XVI, aunque está construida sobre una antigua iglesia románica de la que quedan restos en la base del campanario y una Pila bautismal, datada en el siglo XIII. La iglesia está formada por tres naves constituidas por pilares, el baptisterio y el coro. En la cabecera de la nave del evangelio se eleva la torre del campanario, formada por tres cuerpos. En la nave del evangelio se encuentra en retablo del Ecce homo y el calvario del Cristo de San Miguel del siglo XIII. En esta misma nave del evangelio podemos encontrar un retablo neoclásico que data del siglo XVIII que fue trasladado de la nave de la epístola cuando se cerró el arco que daba acceso a la base de la torre, dónde estaba situada la pila bautismal. En la nave central podemos encontrar el retablo mayor, en él se encuentran obras de Juan de Cambray, Pedro de Flandes y Juan de Villoldo, todos de la escuela de Berruguete.
Antiguo hospital
Fue fundado por Antonio de Rojas a comienzos del siglo XVI para proveer de cobijo y asilo a los pobres transeúntes. Es de propiedad particular.
Canal de Castilla
Sobre ideas del siglo XVI para dotar a Castilla de una vía navegable de transporte, el canal comienza a constituirse en el siglo XVIII bajo el impulso del Marqués de la Ensenada dando comienzo la navegación el 14 de diciembre de 1849. Está estructurado en tres ramales: de Campos, Sur y Norte. Este último, que discurre por Boadilla, se construyó entre 1759 y 1804. En el tramo que llega hasta Frómista pueden verse varias de las infraestructuras típicas del canal: esclusas para salvar los desniveles entre tramos, hay 49 en total, de las que 24 están en el ramal Norte: puentes para salvar el canal; acueductos para que el canal salve otros cauces y vaguadas; arcas, pequeñas casetas que servían para regular el flujo de agua de las antiguas acequias de riego y, como no, las casas y los almacenes. Antaño también hubo molinos, en este tramo están en ruinas e incluso una central hidroeléctrica que se ha rehabilitado.
Otros
Fuente Vieja. Esta fuente es lo primero que encuentran los peregrinos al llegar, no es extraño que su mecanismo de rueda sea tan recordado por los peregrinos y por los vecinos. A su alrededor se halla una zona verde con mesas y barbacoas.
Lavaderos. Cerca de la Fuente Vieja se hallan los lavaderos, construcción reciente pero verdadera muestra etnográfica de los modos de vida de otros tiempos.
Palomares. En Tierra de Campos no puede faltar esta edificación tan útil como curiosa. En el pueblo son muchos los que hay, de planta cuadrada, y se puede ver su estructura interna en alguno que está en ruinas.